# Dobrowlany (rejon żydaczowski)
Dobrowlany (ukr. Добрівляни) – wieś na Ukrainie w rejonie stryjskim (do 2020 roku w rejonie żydaczowskim) obwodu lwowskiego.